# Герти Кори
Герти Тереза Кори рођена Радниц (енгл. Gerty Theresa Cori-Radnitz; Праг, 15. август 1896 — Сент Луис, 26. октобар 1957) је била америчка биохемичарка која је заједно са мужем Карлом и Бернардом Хусејем поделила Нобелову награду за физиологију 1947. године.

## Беиографија
Герти Тереза Радниц рођена је 15. августа 1896. у јеврејској породици где је добила основно образовање, пре него што је са 10 година кренула у лицеј за девојчице, да би по завршетку уписала Реалку и коначно Медицински факултет на Карловом универзитету где је наставу похађала на немачком. Кори је била једна од малобројних студенткиња, али јој је релативно либерално окружење Прага омогућило компаративно добро образовање. Током студија упознала је Карла Корија који ће јој постати муж 1920. Карл и Герти су осим брачних другова, били веома блиски научни сарадници. Герти је пре удаје прихватила католицизам, верује се највећим делом да би умањила отпор Карлове конзервативне аустријске породице. Коријеви се, пак, нису дуго задржали у Европи, и већ 1922. са понудом истраживачких позиција на Државном институту за проучавање малигних болести (данас познат под именом Институт за рак у Розвел Парку - енгл. Roswell Park Cancer Institute) у САД, Коријеви напуштају Праг, и ускоро, 1928. постају натурализовани грађани Сједињених држава.
Коријеви су се преласком у САД потпуно посветили истраживачком раду, и упркос томе што генерално били обесхрабривани од стране управе Института да раде заједно, највећи део њихових достигнућа био је заједнички подухват. Обоје су били посебно заинтересовани за биохемијске аспекте физиолошких процеса које су иницијално проучавали на нивоу организма, да би постепено прелазили на појединачна ткива и ћелије. Њихов иницијални рад се фокусирао на судбину шећера у организму, као и на хормоне који утичу на њихов метаболизам. Већину радова (око 50) на ову тему су објављивали заједно, док је Герти самостално објавила око 11. Њихова истраживања довела су их до, за то време, револуционарних сазнања о начину синтезе гликогена у организму. Већину истраживања радили су in vitro. Даљи рад се фокусирао на анаеробну гликолизу у мишићима, као и даље процесе који се са добијеним нуспроизводима одвијају у јетри. Ови се процеси једним именом и данас зову Коријев циклус. Ово откриће им је обезбедило и Нобелову награду.
Убрзо након објављивања рада у угљеним хидратима напуштају Институт након чега Карл добија бројне понуде еминентних установа у САД да ради као предавач, док Герти, због затворености тадашњег америчког академског друштва према женама, остаје без понуда за запослење. Карл прихвата запослење на Вашингтонском универзитету где је добио позицију шефа катедре фармакологије на Медицинском факултету, док је Герти, упркос истраживачким успесима једнаким свом мужу добила само место истраживачког сарадника. Тек по постављању Карла за шефа катедре за биохемију 1947. Герти постаје професор, и ово место задржава све до своје смрти. 
Герти и Карл су 1947. добили Нобелову награду за физиологију „за њихово откриће процеса каталитичке конверзије гликогена“. Исте године Герти је дијагностиковано ретко и неизлечиво обољење - мијелосклероза која у крајњим ступњевима води до анемије. Ово, међутим, није умањило њену енергичност нити интензитет истраживачког рада који је наставила све до смрти иако јој није придаван превелики значај. У једној изјави датој у својим последњим годинама рекла је „како је морала да приреди забаву да би угушила гласине да је мртва“. Герти је преминула у свом дому од последица узнапредовале болести. Она и Карл су имали једног сина.